# Apple Display Connector

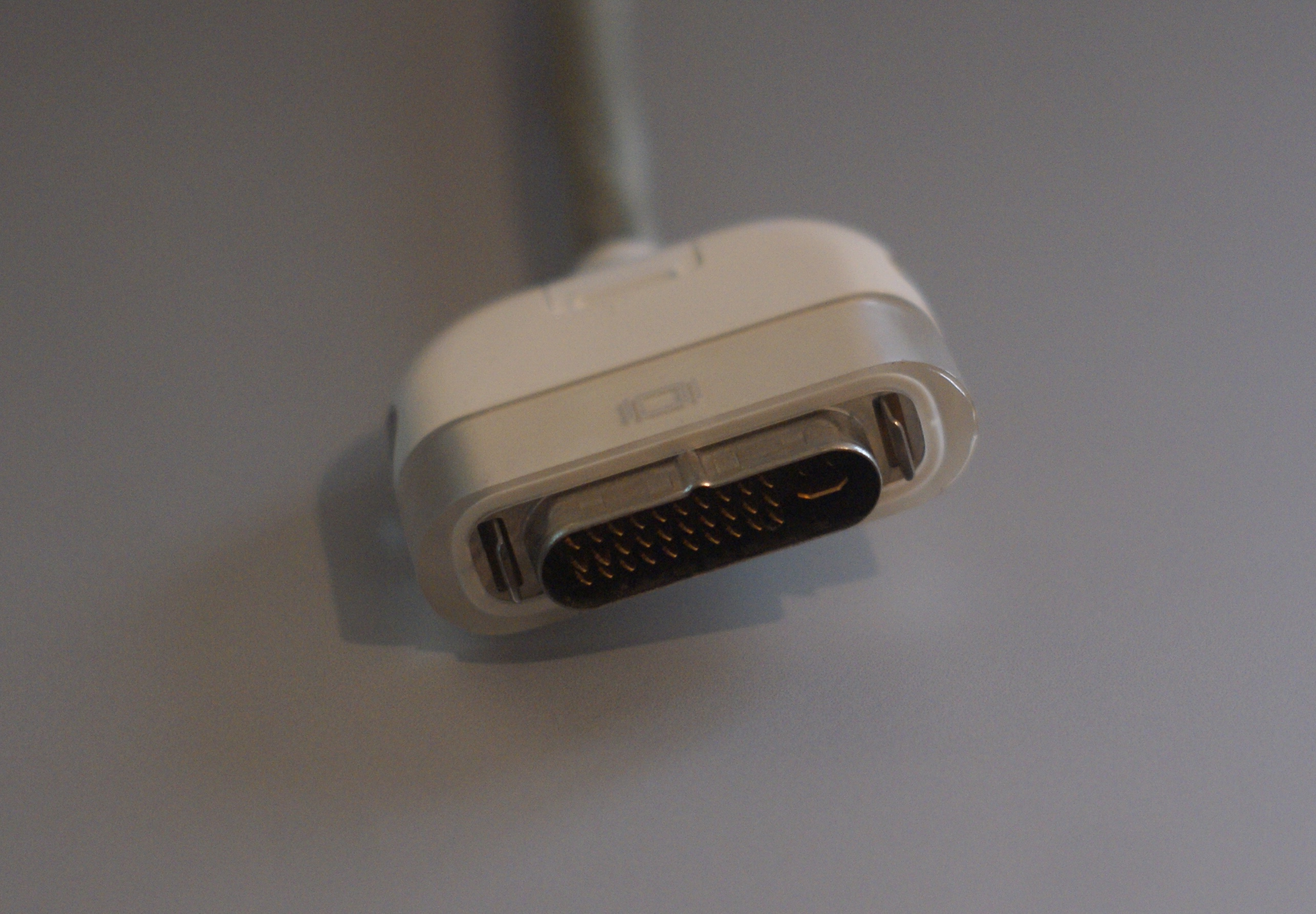
ADC (Apple Display Connector)

 (octobre 2021).
Si vous disposez d'ouvrages ou d'articles de référence ou si vous connaissez des sites web de qualité traitant du thème abordé ici, merci de compléter l'article en donnant les références utiles à sa vérifiabilité et en les liant à la section « Notes et références ».
Pour les articles homonymes, voir ADC.
L'Apple Display Connector (ADC) est un connecteur propriétaire d'Apple utilisé entre 2000 et 2005 et qui permettait de transporter dans un même câble, le signal vidéo (VGA ou DVI), l'alimentation de l'écran, et les signaux USB. L'ADC a été utilisé sur la majorité des Power Mac entre 2000 et 2004, avant d'être abandonné en 2005. Apple a proposé divers écrans équipés d'un connecteur dans les gammes Cinema Display et Studio Display, avec des modèles équipés d'une dalle LCD mais aussi des versions avec un écran cathodique. 

## Compatibilité
Le connecteur ADC transporte un signal DVI (Single Link, TMDS à 165 MHz), un signal VGA, un signal USB 1.1 (12 mégabits/s) et fournit 100 W (4 ampères avec une tension de 25 V) au moniteur. 
Les écrans LCD utilisant le connecteur ADC peuvent se connecter sur un Power Macintosh équipé d'un connecteur ADC, à travers une carte graphique adaptée. Apple a proposé un adaptateur permettant d'utiliser un écran ADC sur un ordinateur équipé d'une sortie DVI : il se connectait à une prise secteur et offrait une entrée DVI ainsi qu'une prise USB 1.1 avec une prise ADC en sortie. Les rares écrans cathodiques équipés d'une prise ADC ne fonctionnent pas avec cet adaptateur. Des adaptateurs passifs permettant d'utiliser un écran DVI ou un écran VGA sur une prise ADC ont aussi été proposés. 
Apple n'est pas la seule société à avoir proposé des moniteurs ADC : le constructeur Formac a vendu des écrans utilisant ce connecteur au début des années 2000. De même, le constructeur Dr. Bott a proposé des adaptateurs DVI vers ADC et VGA vers ADC, en utilisant des alimentations de Power Mac G4 Cube comme source d'énergie. 

## ADC et AGP 8x
Pour alimenter la prise ADC en énergie, Apple a ajouté une extension au connecteur AGP 4x en 2000, située à l'arrière de la carte graphique. En plus de cette modifications, les Power Mac G4 utilisent les points de contact 3 et 11 du connecteur AGP, inutilisés dans la variante 4x de la norme. Cette particularité rend l'utilisation de cartes AGP 8x impossible sur les Power Mac G4 sans modifications, la variante 8x utilisant les points de contact en question pour la détection du mode de fonctionnement. Les Power Mac G5 ne sont pas touchés par ce problème.

## Abandon de l'ADC
Apple a abandonné l'ADC en juin 2004 avec la sortie des Cinema Display dotés d'un cadre en aluminium. En lieu et place du connecteur unique, ces derniers utilisaient un câble se divisant en trois prises à brancher à l'ordinateur : un connecteur DVI (Single Link ou Dual Link), un connecteur USB 2.0 et un connecteur FireWire 400 à 6 broches.